# Ortalis erythroptera
Ortalis erythroptera là một loài chim trong họ Cracidae.